# Ramasjang Live
Ramasjang Live er et tv-program på DR Ramasjang
Ramasjang Live blev oprindeligt sendt mandag til fredag kl. 17.00, direkte fra Aalborg Hovedbibliotek.
Programmet genusendes kl 14.00 dagen efter og i weekenden er der samlet det bedste fra ugen i Ramasjang Mix. 
I den nye udgave, tager Ramsjang Live fra by til by med Ramasjang Bussen.
Den nye udgave sendes også mandag til fredag. kl. 18:00

## Værter i Ramasjang Live
- Mikkel Kryger Rasmussen og Sofie Linde Lauridsen

Tidligere også Magnus Jacobsen og Sofie Østergaard